# Sagittaria platyphylla
Стрелолист широколистный, или Стрелолист плосколистный (лат. Sagittaria platyphylla) — водное многолетнее растение, вид рода стрелолист (Sagittaria) семейства Частуховые (Alismataceae). Произрастает в северной Мексике и на юго-востоке США.

## Ботаническое описание
Стрелолист широколистный — многолетнее растение высотой до 150 см, производящее подземные клубнелуковицы (похожие на клубни). Размножается как семенами, но и столонами. Некоторые листья полностью погружены в воду, другие появляются над поверхностью воды. Затопленные листья имеют уплощённые черешки, но нет настоящих пластинок. Надводные листья имеют овально-яйцевидные или эллиптические лопасти до 17 см в длину. Соцветие — кисть с 3-9 мутовками цветков. Цветки белые, до 2 см в диаметре.

## Распространение и местообитание
Вид произрастает в северной Мексике и США. Встречается в восточной части США. Ядро его ареала простирается от центрального Техаса на западе до Флориды на востоке и до южного Иллинойса на севере. Как декоративные растения также распространяется в других местах. Изолированные популяции обнаружены в США в штатах Вашингтон, Миссури, Канзас, Огайо, Кентукки, Пенсильвания, Западная Виргиния, восточная Виргиния, Северная и Южная Каролина и восточная Джорджии; в штатах Мексики Нуэво-Леон, Мичоакан и в Панаме. Вид также стал ядовитым сорняком в Австралии. В 2015 году Стрелолист широколистный впервые был обнаружен в Китае, в частности в бассейне реки Янцзы в ирригационном канале в Ухане (Хубэй). Вид как сорное растение представляет значительную угрозу для экологии и экономики района Янцзы, особенно для орошения сельскохозяйственных угодий.
Встречается в прудах, озёрах и медленных ручьях.

## Использование
Вид применяется как аквариумное растение.